# П'єтро Барболано
П'єтро Барболано або Чентраніко (італ. Pietro Barbolano або Pietro Centranico) — 28-й венеційський дож.

## Біографія
Походив з роду Чентраніко, що була гілкою роду Барболано, відомого з документів з 982 року.
1026 року після повалення дожа Оттона Орсеоло обирається на його посаду. Володарювання Барболано відбувалося протягом важкого часу для Венеції. Оскільки представники родини Орсеоло створили дуже багато зв'язків між своєю родиною і спадковими династіями Європи, різні дії були спрямовані проти Венеції, як відплата за відсторонення Оттоне Орсеоло від влади. Візантійський імператор Костянтин VIII забрав торгові привілеї, отримані П'єтро I Орсеоло у 992 році. Барболано пробував отримати від імператора Священної Римської імперії Конрада II підтвердження венеційських комерційних привілеїв, наданих Оттоном III, але так і не зміг нічого зробити, навпаки імператор скасував привілеї від 19 липня 992 року. Також Конрад II домігся від папи римського Івана XIX скликати синод, щоб підтвердити верховенство аквілейського патріарха Поппо фон Треффена над патріархатом Градо. Король Хорватії Степан I, дружиною якого була сестра Оттона Орсеоло, напав на Далмацію і анексував низку міст.
1031 року проти влади Венеції почалося потужне повстання в Істрії, яке Барболано не зміг придушити. У 1032 році скориставшись відсутності впливового діяча Доменіко Флабаніко прихильники роду Орсеоло змусили дожа П'єтро Барболано відмовився від влади, після чого того було заслано до Константинополя. Регентом ста Орсо Орсеоло, патріарх Градо, що став керувати дукатом до повернення свого брата Оттона. Після смерті останнього Орсо спробував поставити дожем Доменіко Орсеоло, але народні збори підтримали Доменіко Флабаніко та прийняли рішення про усунення роду Орсеоло від політичної влади назавжди.
Став засновником патриціанського роду Саламон.